# Lubawka
Lubawka [lu'bafka], tyska: Liebau in Schlesien, är en stad i sydvästra Polen, tillhörande distriktet Powiat kamiennogórski i Nedre Schlesiens vojvodskap. Staden ligger i en dal vid floden Bóbr, 9 kilometer söder om distriktets huvudort Kamienna Góra. Tätorten hade 6 302 invånare i juni 2014 och utgör centralort i en stads- och landskommun med totalt 11 298 invånare samma år.

## Geografi
Söder om staden ligger bergspasset "Lubawkaporten" (polska: Brama Lubawska, tjeckiska: Lubavská brána) på 516 m över havet, som sedan gammalt utgör en viktig handelsväg och gräns mellan Schlesien och Böhmen, och här går idag den polsk-tjeckiska gränsen 3 kilometer söder om Lubawka. Staden är en populär utgångspunkt för vandringsturism. I närheten ligger Karkonoszes nationalpark, reservatet Kruczy Kamień och Krzeszóws kloster. Det högsta berget i området är det 1188 m höga Łysocina i Karkonoszebergen.

## Sevärdheter
- Stora torget (Rynek) med historiska borgarhus från 1600-talet och 1700-talet. De traditionella valvgångarna är endast delvis bevarade.
- Rådhuset, uppfört 1725 efter ritningar av Felix Anton Hammerschmidt i barockstil, med Johannes Nepomuk-statyn från 1727. Tornet fick sitt nuvarande nygotiska utseende 1864.
- Marie himmelsfärdskyrkan (Kośćiół Wnieboszięcia NMP) uppfördes i slutet av 1400-talet på platsen för en äldre kyrka, och genomgick större ombyggnader 1609–1615 och 1735–1736. Inredningen är huvudsakligen i barockstil från 1600-talet och 1700-talet, av mästare från Grüssauskolan.
- Prästgården, uppförd 1735 och ombyggd på 1800-talet. Husets innertak är dekorerade med allegoriska scener.
- S:ta Annakyrkan (Kośćiół Św. Anny), ursprungligen stadens begravningskapell, uppförd 1696–1698.
- "Heliga berget", med korsvandringsstationer och kapell från 1822.

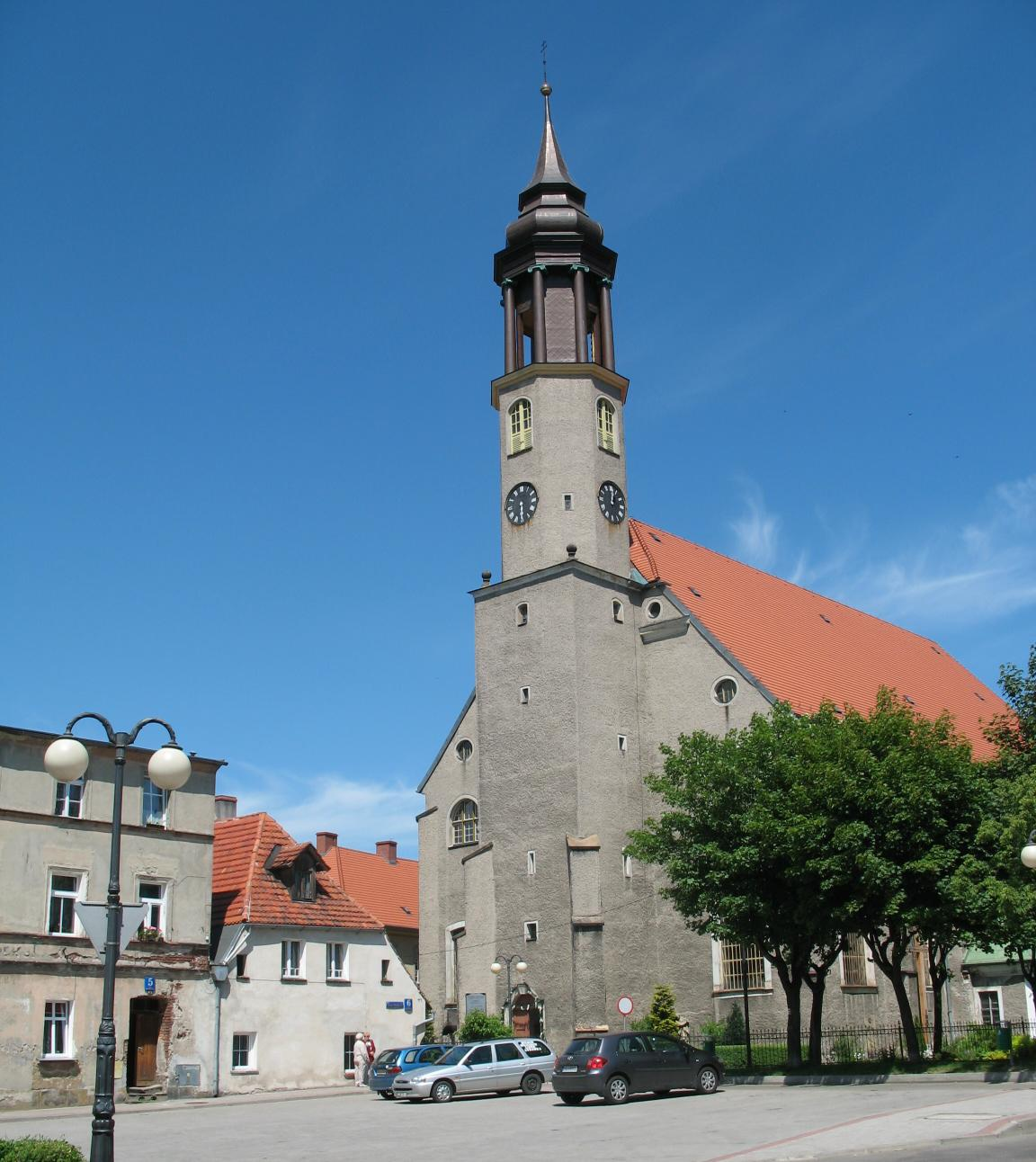
Marie himmelsfärdskyrkan.
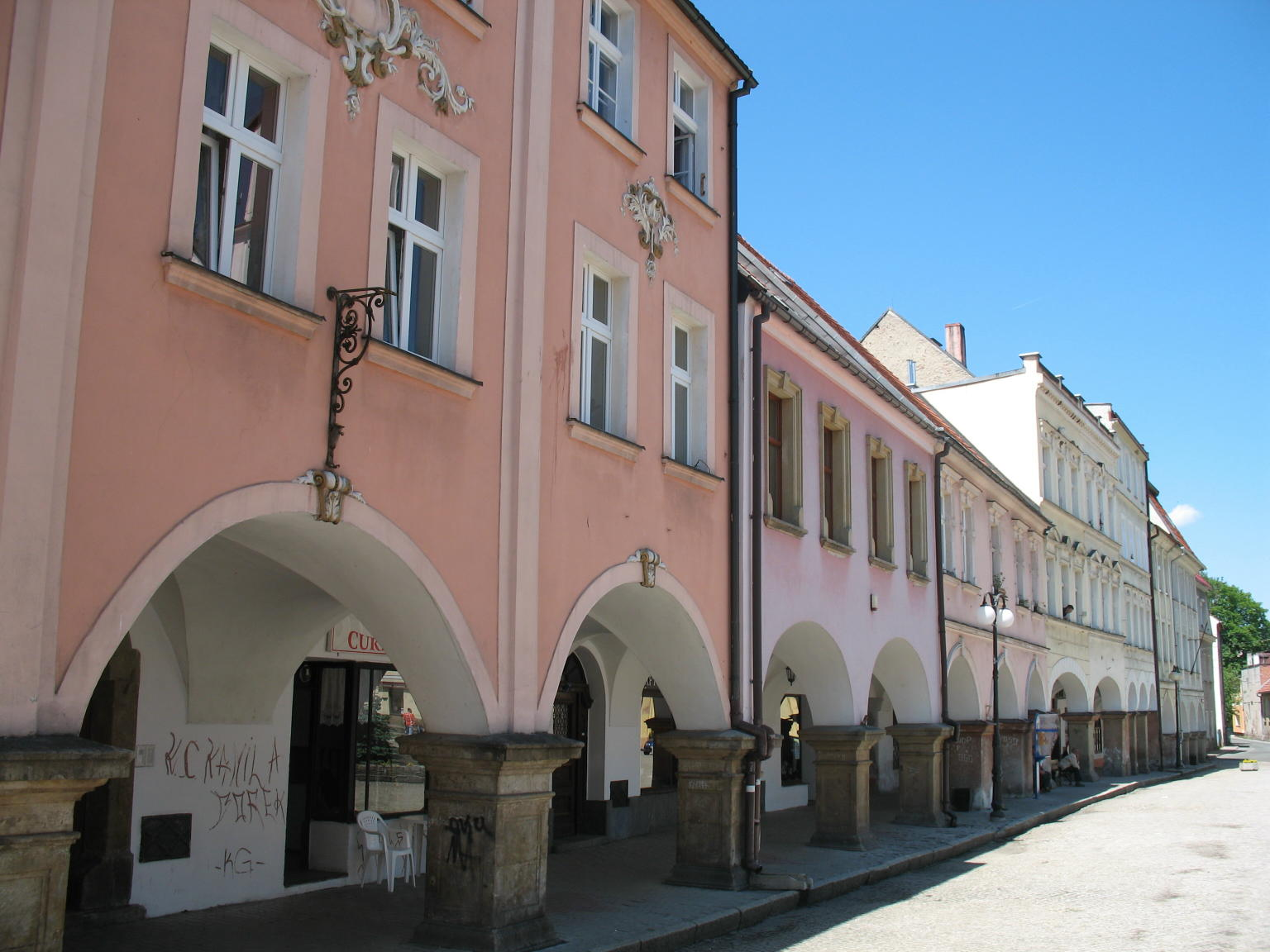
Valvgångar vid stora torget.
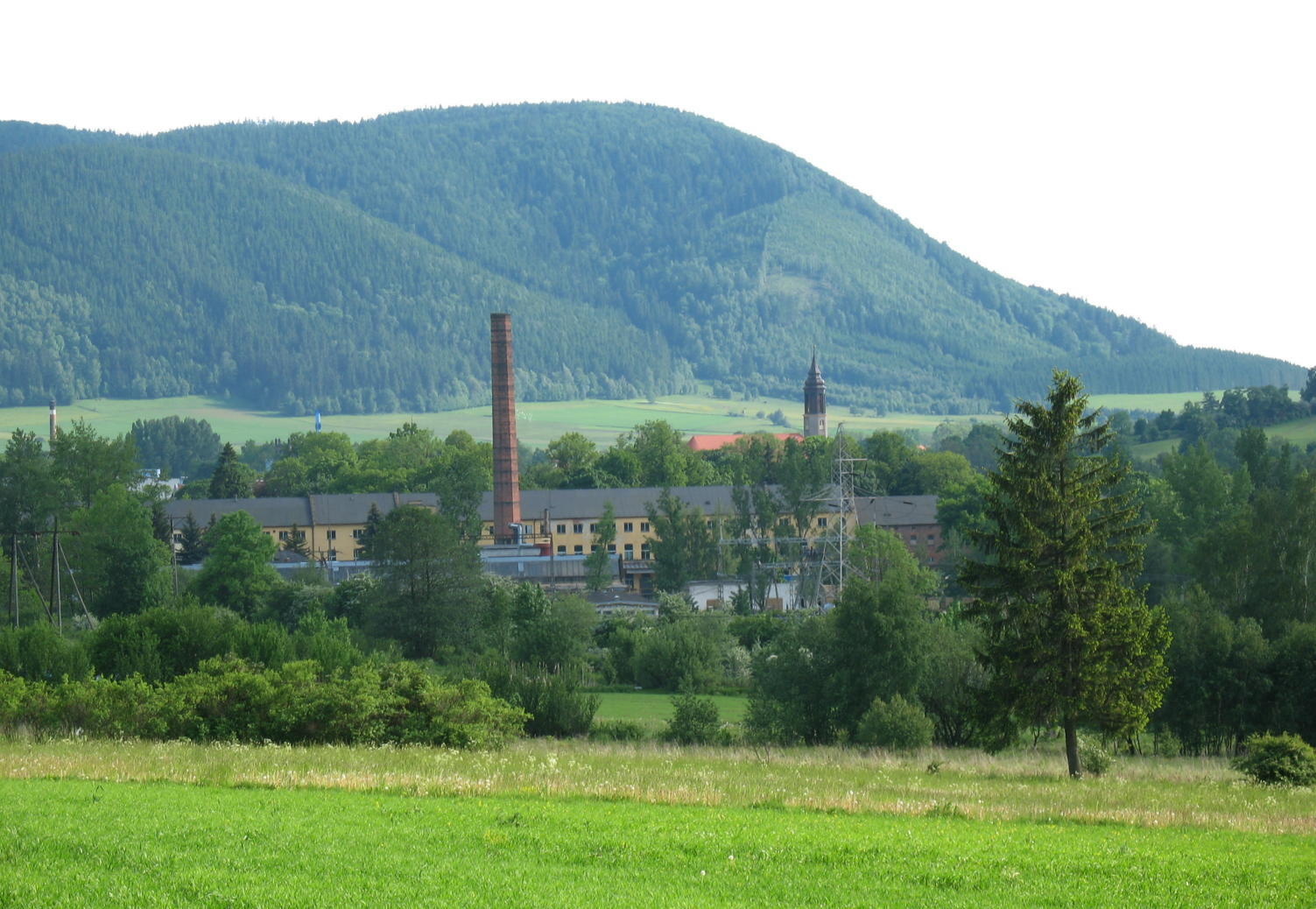
Panoramavy mot stadskärnan.
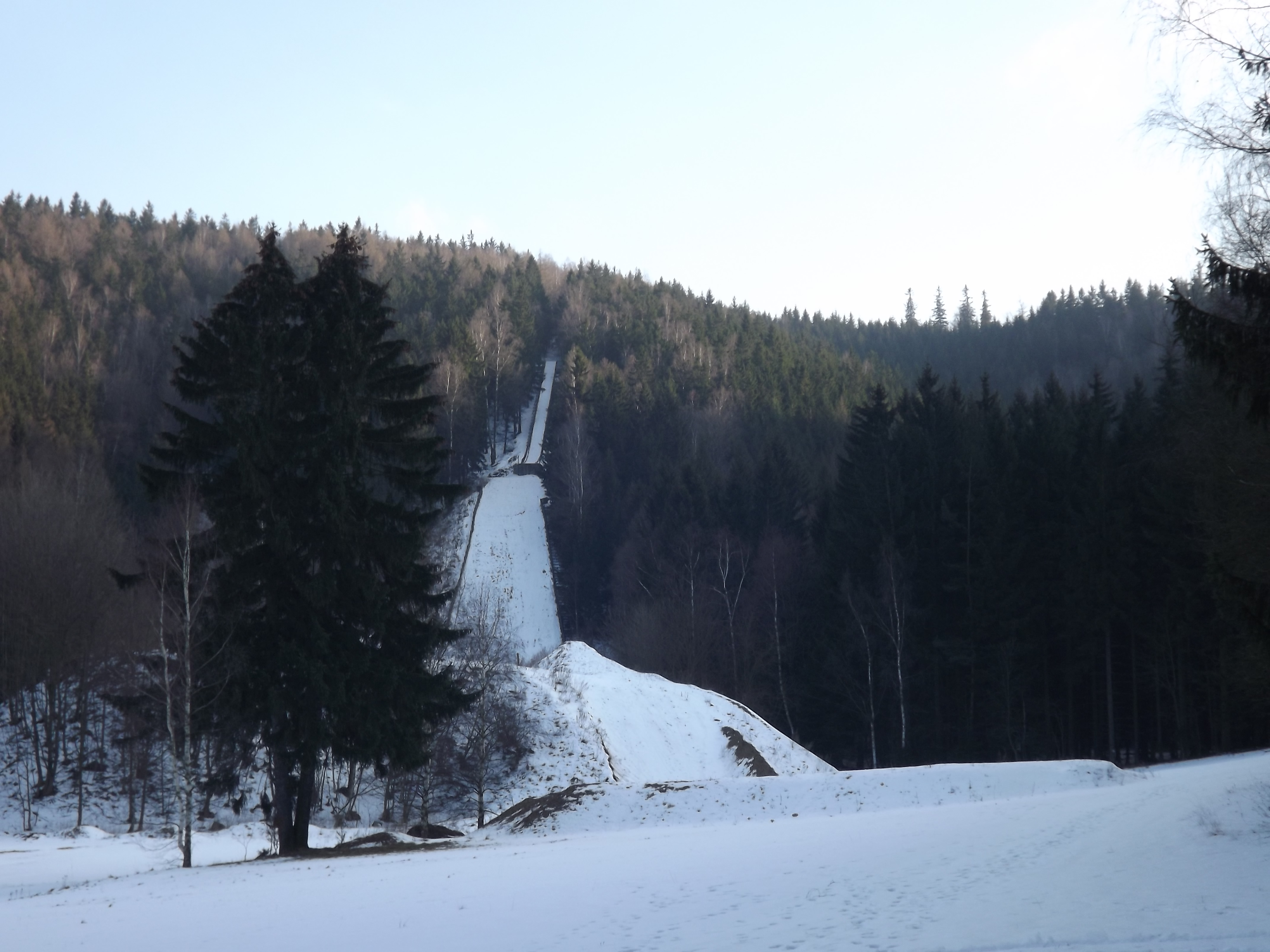
Lubawkas hoppbacke.

## Kommunikationer
Genom staden löper den nationella landsvägen nr 5 från tjeckiska gränsen norrut mot Wrocław och Poznań.
Staden har en järnvägsstation på sträckan Sędzisław–Kamienna Góra–Lubawka–Jaroměř, och linjen trafikeras med regionaltåg på den gränsöverskridande sträckan mellan polska Jelenia Góra och Trutnov i Tjeckien.

## Kända invånare
- Conrad Ansorge (1862–1930), pianist och kompositör.
- Otto Mueller (1874–1930), expressionistisk konstnär.
- Johann-Georg Richert (1890–1946), tysk officer i Wehrmacht.
- Wolfgang Liebeneiner (1905–1987), skådespelare och regissör.
- Henryk Kmiecik (född 1953), politiker.
- Ryszard Zbrzyzny (född 1955), politiker.